# Il sapore del grano
Il sapore del grano és una pel·lícula coming-of-age italiana del 1986. Escrita i dirigida per Gianni Da Campo, la pel·lícula és protagonitzada per Lorenzo Lena i Marco Mestriner i segueix la història d'una relació entre un professor i el seu estudiant de 12 anys.

## Trama
Lorenzo és un jove que ha estat nomenat professor d'escola en un petit poble italià. Un dels seus alumnes, un nen de 12 anys anomenat Duilio, té sentiments romàntics cap a Lorenzo. Lorenzo visita la casa de Duilio, es reuneix amb la seva família i es fan bons amics.
Llavors Lorenzo coneix una dona de la qual s'enamora. La relació de Lorenzo amb la dona no és satisfactòria i trenquen.
Durant aquest temps, Lorenzo s'apropa a Duilio i inicien una relació amorosa secreta. Moltes coses canvien després que la madrastra de Duilio comenci a desconfiar de Lorenzo. Comencen a trobar-se molt poques vegades i Duilio comença a comportar-se desesperadament per veure en Lorenzo. Lorenzo reflexiona sobre la naturalesa de la seva relació i decideix deixar el poble i Duilio.

## Repartiment
- Lorenzo Lena com a Lorenzo
- Marco Mestriner com a Duilio
- Alba Mottura com a Cecilia
- Egidio acaba com a Bruno
- Mattia Pinoli com a avi
- Paolo Garlato com a pare
- Elena Barbalich com Adalgisa
- Elisabetta Barbini com a àvia
- Marina Vlady com a madrastra

## Recepció
The Seattle Times va elogiar la pel·lícula per ser "infatigablement honesta" i el Bay Area Reporter de San Francisco va descriure la història com "fascinant", i va afegir que la pel·lícula "s'apropa al seu tema prohibit amb una mà igualada i un cor càlid." El setembre de 2012, es va organitzar una projecció d'un "esdeveniment especial" de la pel·lícula com a part d'una retrospectiva dels anys vuitanta al 17è Festival de Cinema de Milà, que va promocionar la pel·lícula com una "joia oculta" que va aconseguir evitar els clitxéss i tòpics familiars emprats per altres pel·lícules del gènere.

## Reconeixements
| Any  | Organització                      | Premi                | Recipient(s)                                 | Resultat  |
| ---- | --------------------------------- | -------------------- | -------------------------------------------- | --------- |
| 1986 | Festival del cinema neorealistico | Placa Kim Arcalli    | Gianni Da Campo (Director)                   | Guanyador |
| 1986 | Festival del cinema neorealistico | Placa Pietro Bianchi | Chantal Bergamo & Enzo Porcelli (Productors) | Guanyador |

## Mitjans domèstics
Des de la seva estrena original l'any 1986, la pel·lícula ha estat subtitulada en diversos idiomes i distribuïda internacionalment en VHS i DVD a nombrosos països, inclòs Itàlia (estrenada com Il sapore del grano), Alemanya (estrenat com a Die Qual der Liebe), i els Estats Units (estrenat com The Flavor of Corn). El 1994, Award Films International El 1994, Award Films International va estrenar la pel·lícula a Amèrica del Nord en format VHS amb subtítols en anglès. Tanmateix, el novembre de 2011, Ripley's Home Video va llançar la pel·lícula a Itàlia en format DVD de la Regió 2, que inclou l'opció de veure'l amb subtítols en anglès.